# Гайдовский, Георгий Николаевич
Георгий Николаевич Гайдовский (8 (21) сентября 1902, город Чёрный Остров — 6 сентября 1962, Москва) — русский советский писатель, прозаик, драматург. Член Союза писателей с 1934 года. Участник Великой Отечественной войны, военный корреспондент, участник обороны Одессы и обороны Севастополя.

## Биография

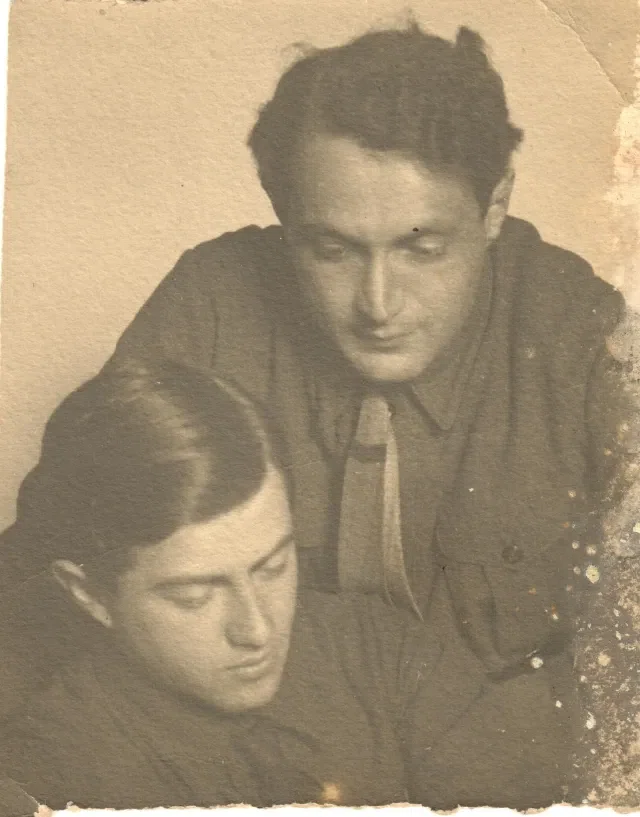
Писатели Г. Н. Гайдовский (сидит) и Д. М. Стонов (Влодавский) в редакции газеты «Известия», Москва, 1920-е годы

Из дворянского рода Гайдовских-Потаповичей. Двоюродный брат кадета, участника Бельгийского Движения Сопротивления Павла Александровича Гайдовского-Потаповича. Родился 8 (21) сентября 1902 года в городе Чёрный Остров в семье ветеринарного врача. В детстве с родителями много путешествовал по Средней Азии, впечатления отчего впоследствии отразились в рассказе «Страна под чадрой» (1927) и пьесе «Кара-Кумы» (1931).
Окончил Полтавскую мужскую классическую гимназию (1919) и сразу же занялся литературным трудом. Во время Гражданской войны печатался в деникинской газете «Голос Юга». В 1924 году в издательстве «Новые вехи» (Москва) выходит роман Гайдовского «Картонный император», который сразу же наделал много шума в литературном мире и в 1941 году был запрещен к публикации. Причиной могло быть как упоминание Троцкого, так и сюжет романа, написанного от имени психически неуравновешенного самоубийцы в жанре альтернативной истории: заговорщики устраивают монархический переворот, но оказывается, что жизнь при царе не отличается от советской.
Был знаком с Михаилом Булгаковым, который подарил ему сборник «Недра» с «Дьяволиадой» со своим автографом, дружил с писателем Дмитрием Стоновым.
Работал журналистом в «Известиях Полтавского губисполкома», в газетах «Рабочая Москва» и «Красная звезда», писал преимущественно о советском морском флоте.

Георгий Гайдовский. Фото 1929 года из РГАЛИ.

В 1930—1931 годах пишет пьесу в трёх актах «Кабаны» и руководитель Московского Реалистического театра Николай Павлович Охлопков сразу же предлагает её к постановке. 
В 1941 году был призван в армию. Участник Великой Отечественной войны: с июля 1941 во 2-м отделе политуправления Черноморского флота, при этом будучи беспартийным, аттестован как интендант 3 ранга.
К. М. Симонов не раз бывавший в командировках на Черноморском флоте в августе 1941 писал: "Выкупавшись, пошли в редакцию «Красного черноморца». Там оказалось много знакомого народу. Павел Панченко, Гайдовский, Лева Длигач — толстый, веселый; полосатая тельняшка, заправленная в широченные клеши, болтающийся сзади наган делали из него настоящего боцмана. Здесь же был и Ян Сашин."
С марта 1942 в должности корреспондента-литератора газеты «Красный черноморец», капитан, с июля 1944 старший инструктор отдела печати Главного политуправления Наркомата ВМФ. Закончил войну в звании майора береговой службы. Был награждён орденом Красной Звезды, медалями «За оборону Одессы», «За оборону Севастополя», «За оборону Кавказа».
После войны был редактором журнала «Смена», ответственным секретарём, заведующим отделом искусств «Литературной газеты».
Похоронен в колумбарии Донского кладбища в Москве.

## Награды
Орден Красной Звезды (02.08.1942), медали «За оборону Одессы», «За оборону Севастополя», «За оборону Кавказа», «Медаль «За победу над Германией в Великой Отечественной войне 1941—1945 гг.».

## Произведения
Романы:
- 1924 — «Картонный император»
- 1928 — «Огонь в лазури»
- 1951 — «Плесень»

Повести:
- 1926 — «Стальные кони»
- 1927 — «Сенька-киноактёр»
- 1951 — «Николай Сипягин»
- 1954 — «Герой Советского Союза Иван Голубец»
- 1956 — «Мои друзья — моряки»
- 1959 — «Возвращение» (повесть в письмах)
- 1962 — «Командир ПЛК-143»
- 1963 — сборник «Страницы, опалённые войной» (повести «Любимый город», «Чёрное море мое» и «Командир ПЛК-143»)[10]

Пьесы:
- 1930 — «Белое золото»
- 1930 — «Кровь» (Драматический этюд из жизни германских рабочих)
- 1930 — «Полный ход [Автодор]»
- 1931 — «Кабаны»
- 1931 — «Кара-Кумы»
- 1933 — «Анка»
- 1933 — «Гибель „Жемчужины“»
- 1933 — «Уголь идет»
- 1933 — «Человек молчит»
- 1934 — «Зарево»
- 1935 — «Хочу»
- 1939 — «Завтра»
- 1939 — «Новенькая [Настоящий товарищ]»
- 1939 — «Дочурка»
- 1940 — «Навстречу солнцу»
- 1940 — «Весенний звон»
- 1944 — «Город славы»

Сборники рассказов:
- 1919 — «Театральные рассказы»
- 1925 — «Чертова дюжина»
- 1926 — «Красная отрава»
- 1927 — «Страна под чадрой»
- 1961 — «Приказываю жить. Морские рассказы»

Автор сценария документального фильма «В боях за Родину» (1947).

## Память
С 30 августа по 10 ноября 2019 года в Москве, в Музее Михаила Афанасьевича Булгакова, прошла выставка «Словарь писателей Михаила Булгакова. Георгий Гайдовский» на которой были представлены материалы о нём из Государственного архива Российской Федерации, Российского государственного архива литературы и искусства, Российской государственной библиотеки, Государственного центрального театрального музея имени А. А. Бахрушина, Государственной публичной исторической библиотеки.